# Kościół św. Teresy od Dzieciątka Jezus w Mrozach
Kościół Świętej Teresy od Dzeciątka Jezus w Mrozach – rzymskokatolicki kościół parafialny należący do parafii pod tym samym wezwaniem (dekanat Mińsk Mazowiecki – Narodzenia NMP diecezji warszawsko-praskiej).
Obecna świątynia została wzniesiona na miejscu starszej drewnianej, spalonej w dniu 26 sierpnia 1979 roku. Budowa nowego kościoła według projektu architekta Michała Sandowicza, została rozpoczęta w 1981 roku przez księdza Tadeusza Tartasa. W dniu 17 października 1993 roku świątynia została konsekrowana przez biskupa Kazimierza Romaniuka. Bryła kościoła jest tworzona przez dwie przesunięte wzajemne ściany w formie półelips. Przy ścianie zachodniej znajduje się wejście i wieża obłożona łuską z blachy miedzianej. Kościół dolny jest także przystosowany do odprawiania nabożeństw, oprócz tego posiada kilka pomieszczeń przeznaczonych na spotkania grup parafialnych.